# Stanisław Kostanecki

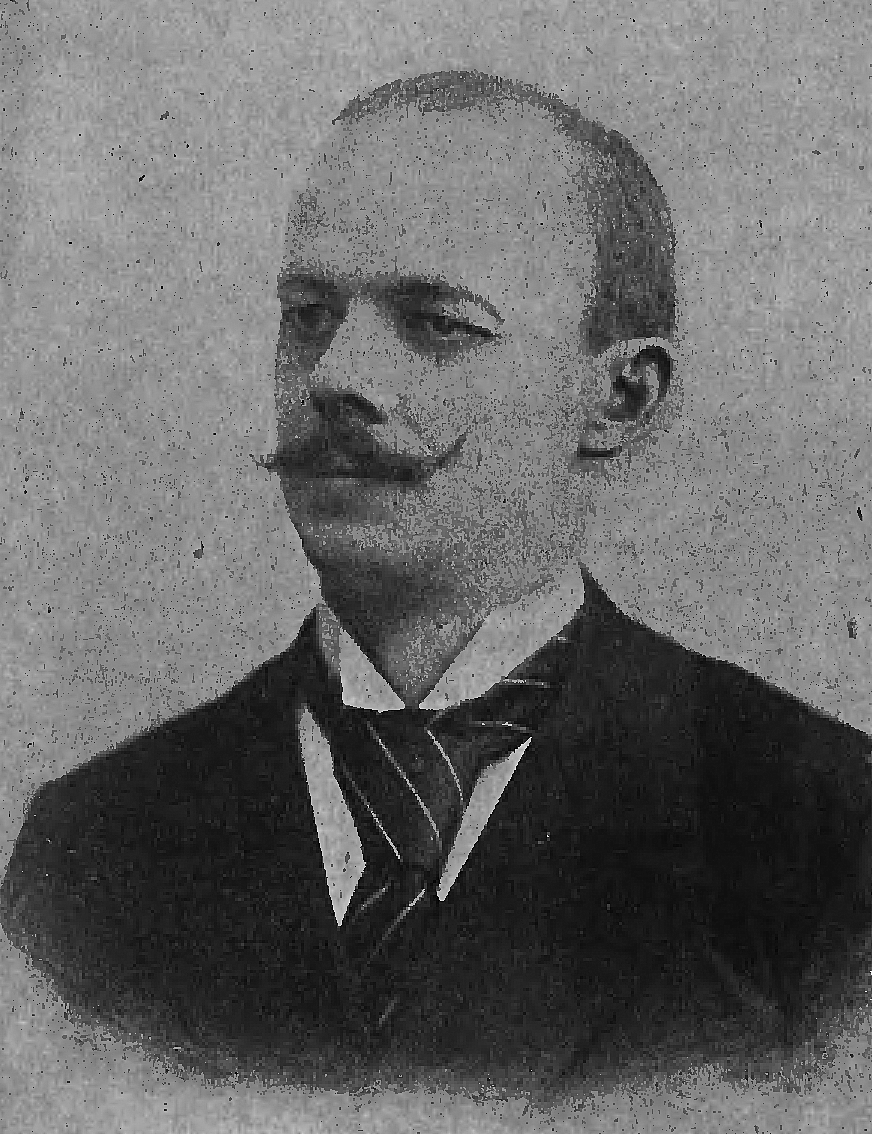
Stanisław Kostanecki

Stanisław Kostanecki (Myszaków, 16 april 1860 - Würzburg, 15 november 1910) was een Pools scheikundige. Hij was gespecialiseerd in de organische chemie en verrichtte onderzoek naar kleurstoffen van plantaardige oorsprong (zoals curcumine). Verder is hij bekend geworden door de Kostanecki-acylering, een organische reactie die naar hem werd vernoemd.
Kostanecki was hoogleraar en ontwikkelde in 1896 een theorie over natuurlijke kleurstoffen. Bekende studenten van hem waren onder anderen Casimir Funk, die als eerste het concept vitamine formuleerde, en Wiktor Lampe.